# Sabin Popp

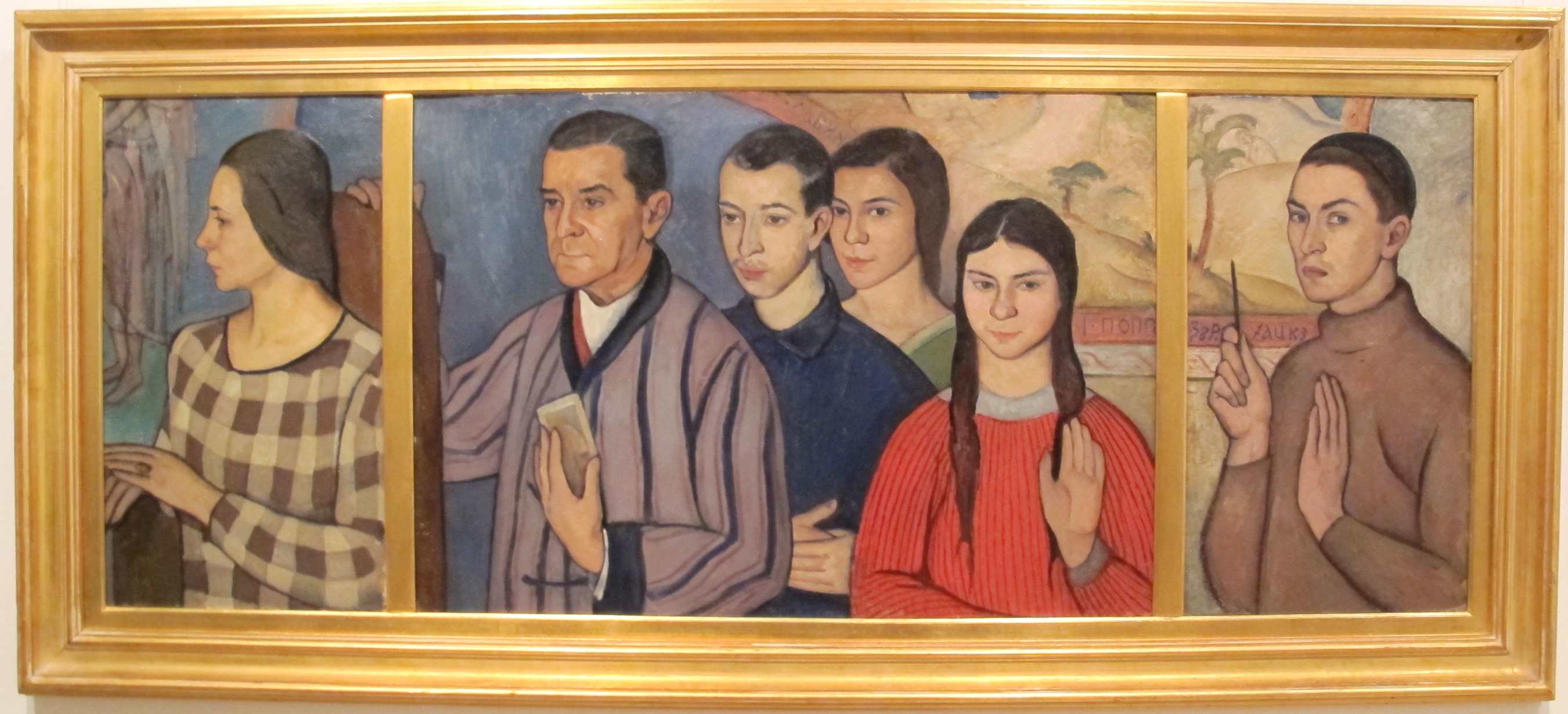
Retrato de familia (tríptico) de Sabin Popp, una de las obras más famosas y polémicas del pintor. Se exhibe en el Museo Nacional de Arte de Rumanía (Bucarest).

Sabin Popp (Bucarest, 2 de enero de 1896 - Viena, 1 de enero de 1928) fue un pintor rumano, uno de los más destacados del periodo de entreguerras. Intentó conciliar la modernidad pictórica con la recuperación de elementos procedentes de la tradición artística medieval y ortodoxa. Murió joven y dejó un número reducido de obras. Según el crítico Ion Frunzetti, Sabin Popp fue el primer pintor que, tras la Primera Guerra Mundial, supo librar a la pintura al caballete de las influencias postimpresionistas. En sus bodegones y paisajes recupera el rigor del estilo de Paul Cézanne. En otras obras, muestra su amor por las composiciones clasicistas, así como por la decoración tradicional rumana y por el arte ortodoxo (algo que el crítico y pintor Nicolae Tonitza le reprochó).

## Vida y obra
Su casa natal está en el número 20 de la calle Transilvania de Bucarest. Estudió Bellas Artes en esta ciudad, donde tuvo como maestros a George Demetrescu Mirea y a Dimitrie Paciurea. Durante la Primera Guerra Mundial fue movilizado y sirvió en el arma de Aviación. Terminada la contienda, se instaló en Italia durante dos años, que fueron determinantes en la evolución de su estilo. En 1920 expuso junto a Adam Bălţatu en la Sala Mozart de Bucarest. En 1921, se instaló definitivamente en su país. 
El noble rumano Maruca Cantacuzino le encargó copias de algunas pinturas murales religiosas ortodoxas. Popp se entusiasmó con estas obras de arte. En sus autorretratos el joven artistas empezó a aplicar elementos tomados de ellas, como la actitud solemne de los personajes y los gestos cargados de simbolismo.
Su obra Familientriptyehon (Tríptico familiar) es muy representativa de las aspiraciones artísticas de Popp, en las que une elementos muy modernos con otros de carácter tradicional. Esta pintura se presentó en el Salón de Arte de Bucarest en 1927 y en ella representa a su familia y a él mismo como si fueran las figuras de un retablo. La obra fue muy discutida. En seguida alcanzó gran popularidad, pero también se ganó el voto negativo de Tonitza y sus críticas.
Las pinturas de Popp están expuestas en los más importantes museos de su país, como el Museo Nacional de Arte de Rumanía de Bucarest, el Museo Nacional Brukenthal de Sibiu, el Museo Nacional de Arte de Cluj-Napoca o el Museo de Arte de Constanza.

### Internet
- «Picturi create de Sabin Popp, la Muzeul de Artă», Telegraf, 28 de enero de 2008.
- «Creaţiile lui Sabin Popp, în patrimoniul Muzeului de Artã», Telegraf, 10 de noviembre de 2006.